# District du Montgomeryshire
Pour les articles homonymes, voir Montgomeryshire (homonymie).
Le district du Montgomeryshire (district of Montgomeryshire en anglais) est une ancienne zone de gouvernement local de deuxième niveau du pays de Galles.
Créé au 1er avril 1974 sous le nom de « district de Montgomery » (district of Montgomery en anglais) au sein du comté du Powys par le Local Government Act 1972, il est aboli le 31 mars 1996 en vertu du Local Government (Wales) Act 1994. Avec une partie du district de Glyndŵr, le borough de Brecknock et le district du Radnorshire, son territoire est constitutif du comté du Powys institué à partir du 1er avril 1996.

## Géographie
Le territoire du district relève du comté administratif du Montgomeryshire. Au 1er avril 1974, il constitue, avec les districts de Brecknock et de Radnor, le comté du Powys, zone de gouvernement local de premier niveau créée par le Local Government Act 1972,.
Alors que le district admet 47 019 habitants au recensement de 1981, 50 582 résidents sont comptabilisés lors du recensement de 1991. La superficie du territoire du district est évaluée à 510 109 acres en 1978,,.

## Toponymie
Simplement défini par un ensemble de territoires par le Local Government Act 1972, le district prend le nom officiel de Montgomery en vertu du Districts in Wales (Names) Order 1973, un décret en Conseil du 8 janvier 1973 pris par le secrétaire d’État pour le Pays de Galles. Aussi, par délibération du conseil de district, sa dénomination est transformée en Montgomeryshire au 1er janvier 1986,,.
Ainsi, le district tient son appellation originelle de la ville de Montgomery, chef-lieu du comté du Montgomeryshire, puis, l’appellation de ce comté, dont les limites se confondent avec celles du district.

## Histoire
Le district de Montgomery est érigé au 1er avril 1974 à partir des territoires suivants, :
- le borough municipal de Llanfyllin ;
- le borough municipal de Llanidloes ;
- le borough municipal de Montgomery ;
- le borough municipal de Welshpool ;
- le district urbain de Machynlleth ;
- le district urbain de Newtown and Llanllwchaiarn (en) ;
- le district rural de Forden ;
- le district rural de Llanfyllin ;
- le district rural de Machynlleth ;
- et le district rural de Newtown and Llanidloes.

Par résolution du conseil avec effet au 1er janvier 1986, le district est renommé en « Montgomeryshire ». Le changement est entériné par un décret en Conseil daté du 26 septembre 1985, le Montgomery District Council Order 1985. Il est aboli au 31 mars 1996 par le Local Government (Wales) Act 1994, son territoire relevant désormais du comté du Powys au sens de la loi,.

### Note
1. ↑  Il prend l’appellation de Montgomeryshire au 1er janvier 1986.